# Morgan (Minnesota)
Morgan ist eine Kleinstadt (mit dem Status „City“) im Redwood County im US-amerikanischen Bundesstaat Minnesota. Das U.S. Census Bureau hat bei der Volkszählung 2020 eine Einwohnerzahl von 888 ermittelt.

## Geografie
Morgan liegt im Südwesten Minnesotas auf 44°25′01″ nördlicher Breite und 94°55′32″ westlicher Länge. Die Stadt erstreckt sich über eine Fläche von 1,42 km². 
Benachbarte Orte von Morgan sind Franklin (16,5 km nordnordöstlich), Evan (10,1 km südöstlich), Clements (13,8 km südwestlich), Redwood Falls (21,5 km nordwestlich) und Morton (20 km nordnordwestlich).
Die nächstgelegenen größeren Städte sind Minneapolis (182 km ostnordöstlich), Minnesotas Hauptstadt Saint Paul (187 km in der gleichen Richtung), Rochester (220 km ostsüdöstlich), Iowas Hauptstadt Des Moines (427 km südsüdöstlich), Omaha in Nebraska (423 km südlich), Sioux Falls in South Dakota (216 km südwestlich) und Fargo in North Dakota (353 km nordnordwestlich).

## Verkehr
In Morgan treffen die Minnesota State Routes 67 und 68 zusammen. Alle weiteren Straßen sind untergeordnete Landstraßen, teils unbefestigte Fahrwege oder innerörtliche Verbindungsstraßen.
Der Redwood Falls Municipal Airport befindet sich 19,9 km nordwestlich von Morgan. Der nächste Großflughafen ist der Minneapolis-Saint Paul International Airport (173 km ostnordöstlich).

## Demografische Daten
Nach der Volkszählung im Jahr 2010 lebten in Morgan 896 Menschen in 373 Haushalten. Die Bevölkerungsdichte betrug 631 Einwohner pro Quadratkilometer. In den 373 Haushalten lebten statistisch je 2,31 Personen. 
Ethnisch betrachtet setzte sich die Bevölkerung zusammen aus 94,8 Prozent Weißen, 2,5 Prozent amerikanischen Ureinwohnern sowie 0,2 Prozent Asiaten; 2,6 Prozent stammten von zwei oder mehr Ethnien ab. Unabhängig von der ethnischen Zugehörigkeit waren 2,8 Prozent der Bevölkerung spanischer oder lateinamerikanischer Abstammung. 
26,2 Prozent der Bevölkerung waren unter 18 Jahre alt, 50,6 Prozent waren zwischen 18 und 64 und 23,2 Prozent waren 65 Jahre oder älter. 51,9 Prozent der Bevölkerung war weiblich.

Das mittlere jährliche Einkommen eines Haushalts lag bei 41.196 USD. Das Pro-Kopf-Einkommen betrug 17.954 USD. 14,4 Prozent der Einwohner lebten unterhalb der Armutsgrenze.